# Microtus schelkovnikovi
Шелковникова волухарица (Microtus schelkovnikovi) је сисар из реда глодара и породице хрчкова (лат. Cricetidae).

## Распрострањење
Врста има станиште у Азербејџану и Ирану.

## Станиште
Врста Microtus schelkovnikovi има станиште на копну.

## Начин живота
Број младунаца које женка доноси на свет је обично 1-4.

## Угроженост
Ова врста је на нижем степену опасности од изумирања, и сматра се скоро угроженим таксоном.

### Популациони тренд
Популација ове врсте се смањује, судећи по расположивим подацима.